# Alfred de Lanier
Jean Alfred Clément de Lanier (Gent, 17 januari 1855 - 1 maart 1939) was een Belgisch senator.

## Levensloop
De Lanier (oorspronkelijk Delanier geschreven en bij vonnis van 8 mei 1900 gewijzigd in de Lanier) liep school in het Gentse atheneum en behaalde het diploma van industrieel ingenieur (1875) aan de École des arts et manufactures verbonden aan de Universiteit van Gent. Hij werd directeur van de “Filatures de Saint-Étienne-du-Rouvray„ In de buurt van  Rouen en werd in Gent bestuurder van de n.v. voor Hovingbouw en Kruidkunde. 
Nadat hij getrouwd was met Eugénie Van Monckhoven, dochter van de chemicus, doctor Désiré Van Monckhoven, leidde hij de vennootschap die de platen voor fotografische opnamen produceerde die zijn schoonvader had uitgevonden. Hij werd ook ereconsul van Denemarken (1893).
Aanvankelijk was hij politiek actief in Gent, als provincieraadslid van Oost-Vlaanderen (1892-1897). Toen hij in Sint-Joris-ten-Distel (arrondissement Brugge) kwam wonen, werd hij actief bij de Brugse liberalen.
Hij werd al onmiddellijk door de Association Libérale bij de eerstvolgende verkiezing in 1900 als eerste opvolger op de Senaatslijst opgesteld. De lijsttrekker was Gustaaf Baert, die werd verkozen. Zijn verkiezing werd echter ongeldig verklaard, zodat de Lanier effectief kon gaan zetelen en bij de volgende verkiezingen de lijst aanvoerde. In de senaat was hij vooral geïnteresseerd in technische kwesties, openbare werken en de uitbouw van de haven van Brugge-Zeebrugge. 
Ook al werd hij tot voorzitter verkozen van het Brugse Willemsfonds, was hij voornamelijk de vertegenwoordiger van de Franstalige en conservatieve burgerij en werd als 'aangespoelde' Gentenaar en niet woonachtig in Brugge als een 'vreemdeling' beschouwd. 
In 1912 moest hij, na een inwendige strijd tussen conservatieve en progressieve Brugse liberalen, de plaats ruimen voor de meer volkse aannemer van openbare werken Emmanuel De Cloedt.